# Бостонский душитель
«Бостонский душитель» — художественный фильм режиссёра Ричарда Флейшера.

## Сюжет
Фильм рассказывает реальную историю убийцы Альберта де Сальво. Несмотря на то, что сам он был семьянином и отцом двоих детей, он стал убийцей-маньяком и убил тринадцать женщин. Происходило это в Бостоне с июня 1962 по январь 1964 года. Население города было страшно запугано, женщины не ходили по улицам в одиночку. Но после некоторого промедления полиции всё-таки удалось напасть на след маньяка и арестовать его.

## В ролях
- Джордж Кеннеди
- Тони Кёртис
- Генри Фонда
- Майк Келлин
- Херд Хэтфилд
- Мюррей Хэмилтон
- Джефф Кори
- Салли Келлерман
- Уильям Маршалл[англ.]
- Иржи Восковец
- Джинн Купер
- Уильям Хикки
- Джеймс Бролин
- Элизабет Баур — Харриет Фордин

## Дополнительная информация
- Художники: Ричард Дэй и Джек Мартин Смит
- Монтаж: Мэрион Ротмэн

## Производство
Права на экранизацию книги Фрэнка были куплены за 250 000 долларов. Для написания сценария был нанят Теренс Раттиган, но продюсер остался недоволен. Затем был приглашен Эдвард Анхальт.
Театральная касса
По данным Fox Records, для получения безубыточного проката фильм потребовал 8 625 000 долларов, и к 11 декабря 1970 года он собрал 11 125 000 долларов.

## Отзывы критики
Кинокритик Роджер Эберт поставил три звезды из четырех, но раскритиковал содержание фильма:
«Бостонский душитель» требует суждения не только о качестве фильма (очень хорошее), но также о его моральных и этических последствиях... События, описанные в книге Фрэнка, в фильме были значительно изменены. По сути, это художественное произведение, «основанное» на реальных событиях. И основан на них таким образом, чтобы развлечь нас, что он и делает — я считаю, это неправильным. Этот фильм, снятый так хорошо, вообще не следовало снимать.
В том же духе кинокритик New York Times Рената Адлер, она писала:
«Бостонский душитель» представляет собой невероятный крах вкуса, суждений, порядочности, прозы, проницательности, журналистики и кинематографической техники, и тем не менее — из-за некоторых похотливых вариантов, которые он не принимает — это не совсем популярный фильм-эксплуатация, как можно было бы подумать. Это как если бы кто-то вышел, чтобы сделать серьезный репортаж и придумал 4000 вырезок из сенсационного таблоида. В нем нет глубины, времени, фактов, представляющих интерес, и тем не менее, без каких-либо колебаний он использует это имя и делает вид, что сообщает историю живого человека, который не был осужден и не обвинен в преступлениях, которые он приписывает ему. «Звезды» Тони Кертиса — как говорится в программе — как то, что в фильме рассматривается как бостонский душитель.
В 2004 году кинокритик Деннис Шварц обсудил стиль фильма:
Больше всего на разделенном экране было много сцен допроса, где с одной стороны были подозреваемый и следователь в настоящем, а с другой стороны — подозреваемый и его следователь в воспоминаниях. Флейшер избегает графического насилия в убийствах и вместо этого стремится попытаться понять убийцу через фальшивую психологию сценария. Большие вещи, которые были опробованы в фильме, не были столь интересными, поскольку яркая операторская работа противодействует традиционной сюжетной линии, рассказывающей о взлете, охоте, падении и судебном преследовании Де Сальво.